# Quadrella steyermarkii
Quadrella steyermarkii är en kaprisväxtart som först beskrevs av Paul Carpenter Standley, och fick sitt nu gällande namn av Hugh Hellmut Iltis och Cornejo. Quadrella steyermarkii ingår i släktet Quadrella och familjen kaprisväxter. Inga underarter finns listade i Catalogue of Life.